# Lijst van voetbalinterlands Bulgarije - Kosovo
Deze lijst van voetbalinterlands is een overzicht van alle officiële voetbalwedstrijden tussen de nationale teams van Bulgarije en Kosovo. De landen speelden tot op heden twee keer tegen elkaar. De eerste ontmoeting, een kwalificatiewedstrijd voor het Europees kampioenschap voetbal 2020, werd gespeeld in Pristina op 25 maart 2019. Het laatste duel, de returnwedstrijd in dezelfde kwalificatiereeks, vond plaats op 10 juni 2019 in Sofia.

## Wedstrijden
| № | Plaats   | Datum         | Competitie           | Wedstrijd          | Uitslag |
| - | -------- | ------------- | -------------------- | ------------------ | ------- |
| 1 | Pristina | 25 maart 2019 | EK 2020 kwalificatie | Kosovo – Bulgarije | 1 – 1   |
| 2 | Sofia    | 10 juni 2019  | EK 2020 kwalificatie | Bulgarije – Kosovo | 2 – 3   |

## Samenvatting
| Competitie      | Totaal gespeeld | Winst Bulgarije | Gelijk | Winst Kosovo | Doelsaldo Bulgarije – Kosovo |
| --------------- | --------------- | --------------- | ------ | ------------ | ---------------------------- |
| EK-kwalificatie | 2               | 0               | 1      | 1            | 3 − 4                        |
| Totaal          | 2               | 0               | 1      | 1            | 3 − 4                        |

Wedstrijden bepaald door strafschoppen worden, in lijn met de FIFA, als een gelijkspel gerekend.